# Lord Voldemort
Lord Voldemort (/ˈvoʊldəmɔr/ VOHL-də-mor, -mɔrt mort i filmene) er  hovedantagonist i J. K. Rowlings romanserie om Harry Potter. Voldemort optrådte første gang i Harry Potter og De Vises Sten, der udkom i 1997, og har optrådt enten i egen person eller i form af flashbacks i samtlige bøger, bortset fra den tredje, Harry Potter og fangen fra Azkaban. Han har også optrådt i alle de tilsvarende film, undtaget den tredje, både som ulegemliggjort, barn, teenager og voksen.
I den magiske verden er Voldemort den mest magtfulde troldmand, der nogensinde har levet (måske på nær Albus Dumbledore, der anses for at være den eneste, der kan kæmpe mod Voldemort som ligemand). Han er så frygtet, at han refereres til som Du-Ved-Hvem, Han-Som-Ikke-Må-Benævnes, Den-Unævnelige eller, for det meste af (tidligere) dødsgardister, Mørkets Herre eller bare Herre, han bliver også omtalt Lord Ham-I-Ved-Nok af Fudge i bog fem. Hans overordnede mål er ikke bare at overtage kontrollen over den magiske verden, men også erobre Mugglernes verden. Voldemort blev født Romeo G. Detlev Jr., som den sidste efterkommer af Salazar Slytherin, én af de fire grundlæggere af Hogwarts. Det danske navn Romeo G. Detlev Jr. er et anagram for JEG ER VOLDEMORT. Derfor har han det navn på dansk i stedet for det originale engelske navn, Tom Marvolo Riddle, som er et anagram for I AM LORD VOLDEMORT. Navnet Tom er en forkortelse af Thomas, som er hans originale fornavn.
Voldemorts hud er hvid og hans ansigt ligner et kranium. Han er høj og mager med hænder, der minder om edderkopper. Hans øjne er røde med smalle pupiller, der minder om en slanges. Voldemort har næsten ingen næse, og hans tunge er i filmene tvedelt som en slanges.
Da Harry var blot et år gammel, kom Voldemort til hans forældres hus for at dræbe Harry. For at gøre dette måtte Voldemort først forbi Harrys forældre, Lily og James Potter. Voldemort dræbte James Potter for at få fat i den spæde Harry Potter. Harrys mor bad for Harrys liv, men Voldemort dræbte hende koldt og skånselsløst. Da Voldemort derefter ville dræbe Harry, blev dræberforbandelsen kastet tilbage i hovedet på ham selv. 
Voldemort døde dog ikke, selv om han var fuldstændig ubeskyttet; normale troldmænd ville have været dræbt på stedet. I stedet blev han revet ud af sin krop og var mindre end det mindste spøgelse, men han var stadig i live. 
13 år senere blev han genfødt i en ny krop, skabt med en ældgammel eliksir, der forenede hans fars jordiske rester med tjenerens kød og fjendens blod.